# Audio/Video Bridging
Audio Video Bridging (AVB) bezeichnet eine Reihe von Standards der Audio/Video Bridging Task Group (IEEE 802.1) für synchronisiertes und priorisiertes Streaming von Audio- und Videodaten über Netzwerke. Die AVB Task Group hat sich im November 2012, im Zuge einer Erweiterung ihres Arbeitsgebietes, in Time-Sensitive Networking (TSN) Task Group umbenannt. Die TSN Task Group arbeitet unter anderem auch an Erweiterungen der in AVB definierten Mechanismen.
AVB setzt sich aus folgenden Standards zusammen:
1. IEEE 802.1AS: Timing and Synchronization for Time-Sensitive Applications (gPTP),
2. IEEE 802.1Qat: Stream Reservation Protocol (SRP),
3. IEEE 802.1Qav: Forwarding and Queuing for Time-Sensitive Streams, und
4. IEEE 802.1BA: Audio Video Bridging Systems

IEEE 802.1Qat und IEEE 802.1Qav erweitern den etablierten Standard IEEE 802.1Q, der Priorisierung und Virtuelles LAN beschreibt. Beide Erweiterungen wurden in IEEE 802.1Q-2011 integriert.

## Historischer Hintergrund

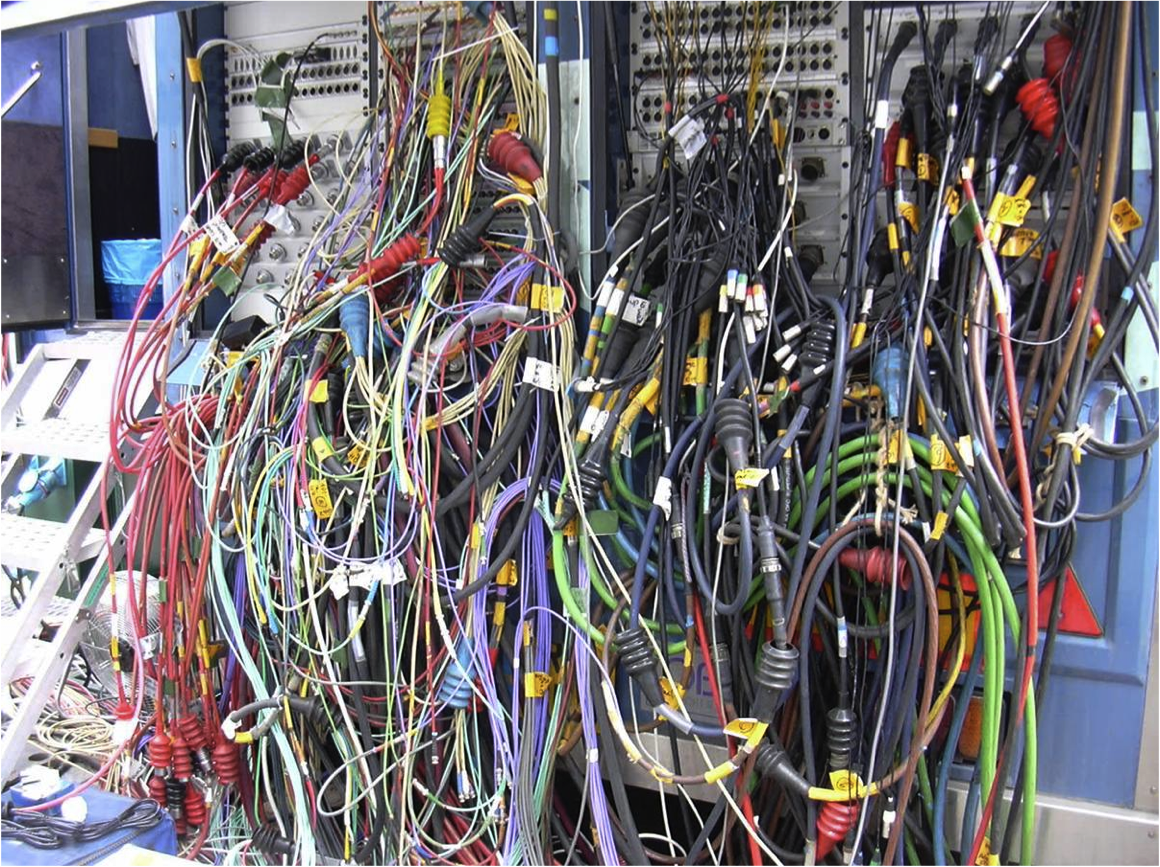
Verkabelung eines Übertragungswagens

Die Verkabelung klassischer A/V-Geräte erfolgte aufgrund der analogen Signale überwiegend als Punkt-zu-Punkt-Verbindung. Dies führt bei großen Installationen schnell zu einer nur schwer zu überschauenden Anzahl von Einzelverbindungen. Auch digitalisierte Inhalte werden noch häufig als Punkt-zu-Punkt-Verbindung ausgeführt. AVB ermöglicht es unter anderem, die preiswert und umfassend verfügbaren Ethernet-Netzwerke für die Duplexübertragung zahlreicher Audio- und Videokanäle zu nutzen. Die Synchronisierung mehrerer Netzwerkverbindungen erfolgt durch mitübertragene Zeitinformationen.

## Aktueller Status
| Standard      | Status                     | Datum         |
| ------------- | -------------------------- | ------------- |
| IEEE 802.1Qav | Ratifiziert und publiziert | 5. Jan. 2010  |
| IEEE 802.1Qat | Ratifiziert und publiziert | 30. Sep. 2010 |
| IEEE 802.1AS  | Ratifiziert und publiziert | 30. März 2011 |
| IEEE 802.1BA  | Ratifiziert und publiziert | 30. Sep. 2011 |